# Smallingerland
Smallingerland (en frisón Smellingerlân), es un municipio de la provincia de Frisia en los Países Bajos. En 2013 tenía una población de 55.412 habitantes ocupando una superficie de 126,17 km², de los que 7,93 km² corresponden a la superficie ocupada por el agua, con una densidad de población de 469 h/km².  
El municipio cuenta con catorce núcleos de población, con sede en Drachten que con alrededor de 45.000 habitantes es con mucha diferencia el mayor del municipio. Los nombres oficiales son los neerlandeses, pero las denominaciones en la señalización son bilingües en neerlandés y frisón occidental. 

## Galería

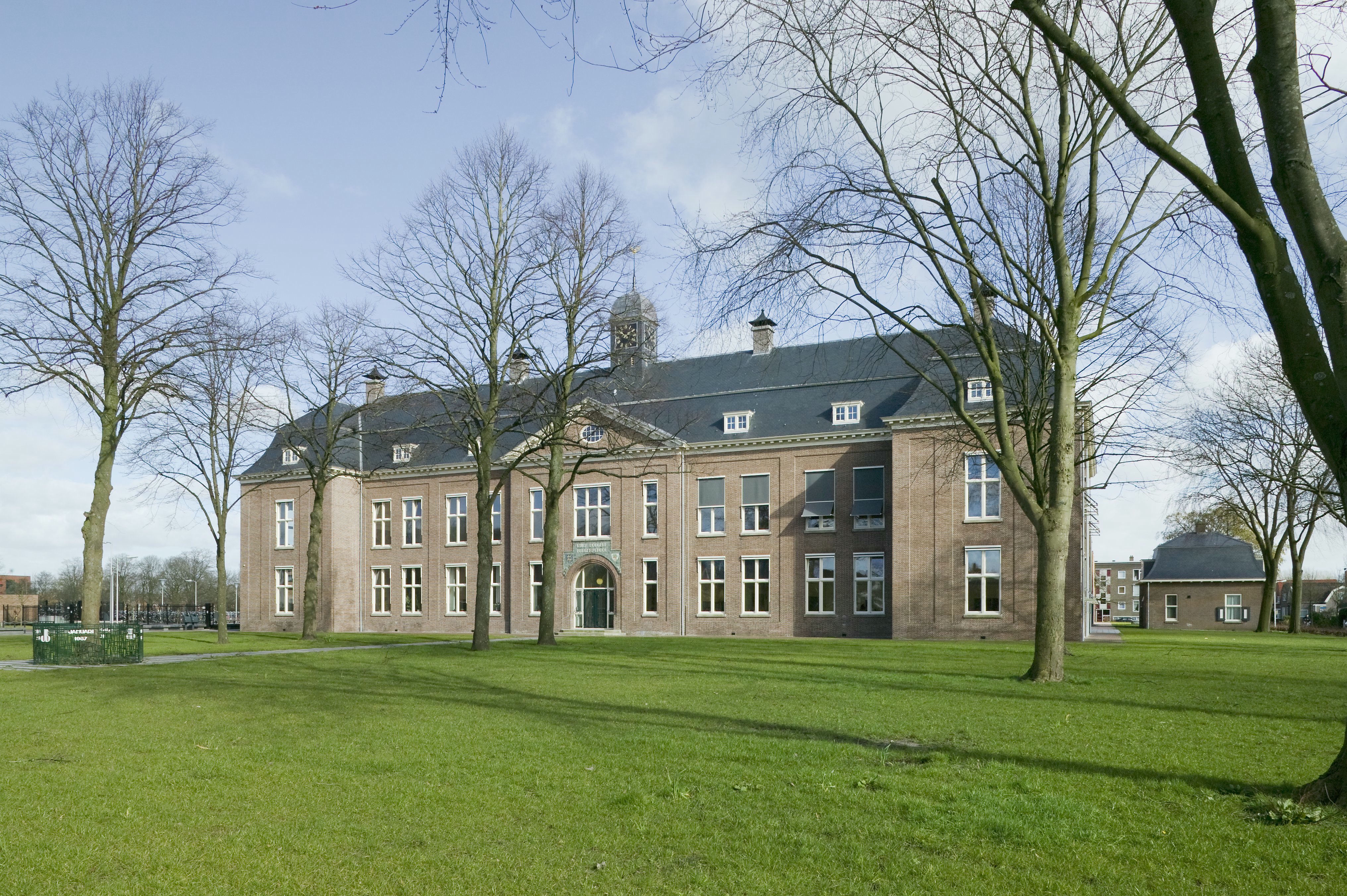
Drachten, Drachter Lyceum.
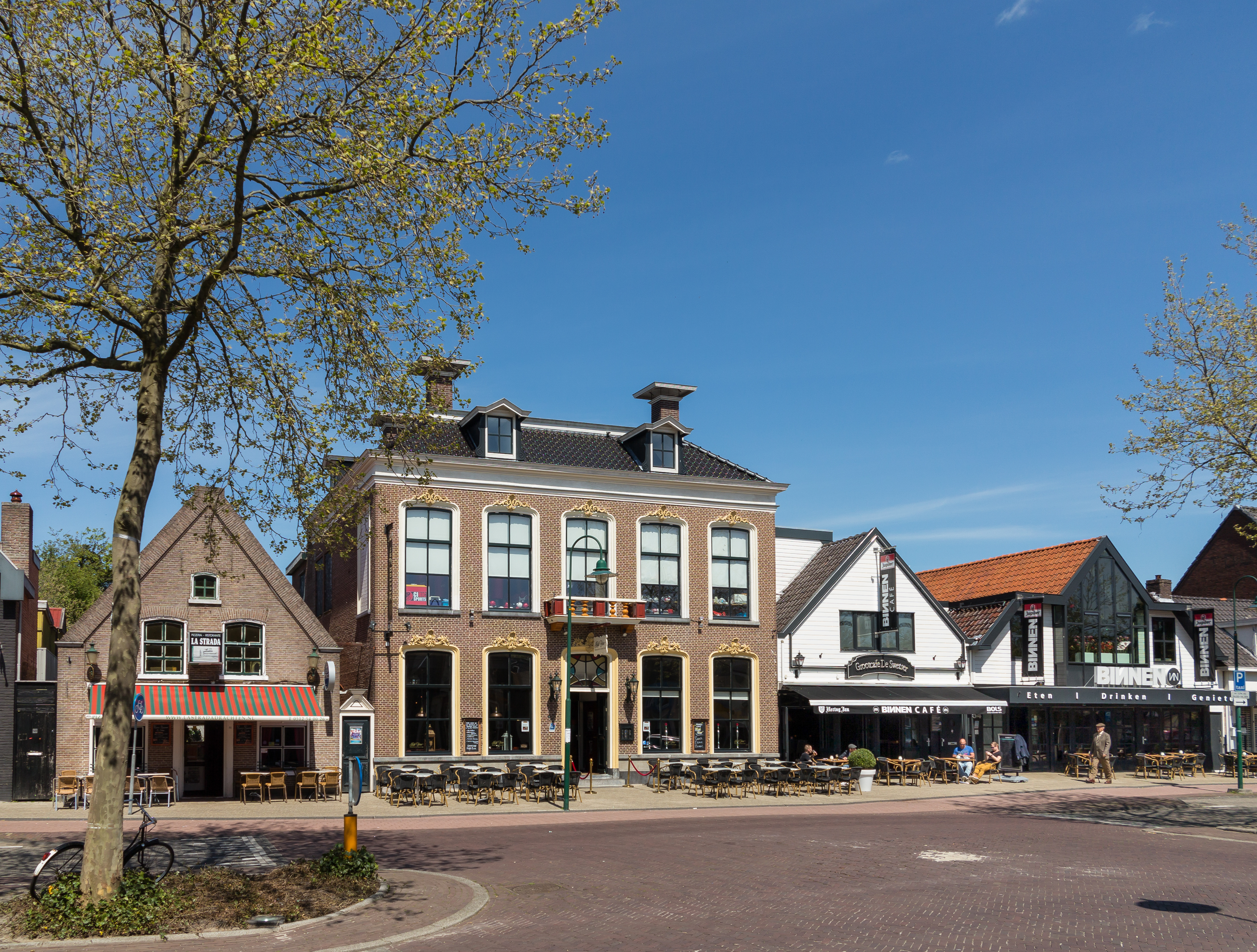
Drachten, el edificio monumental en la calle.
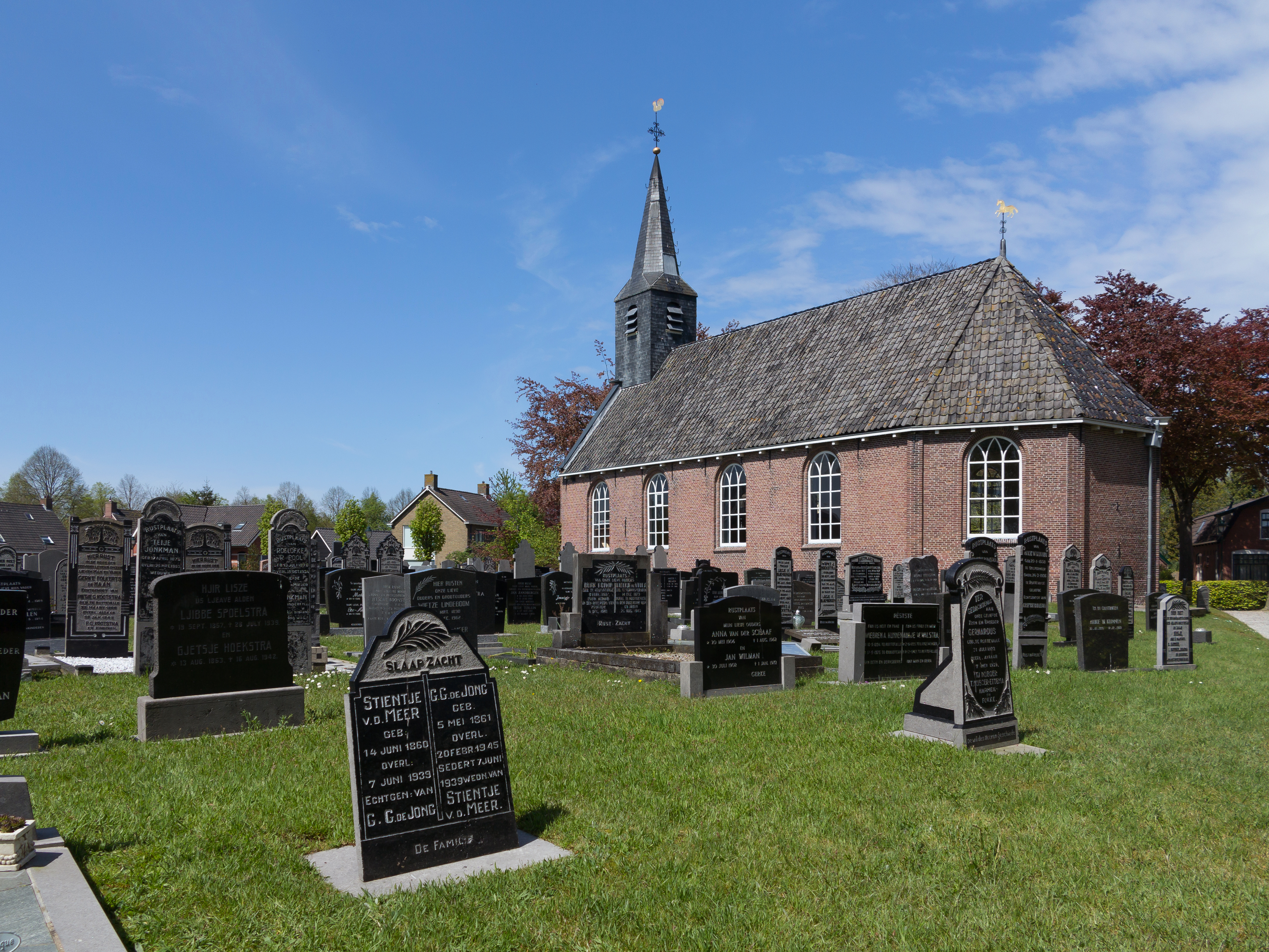
Rottevalle, la iglesia protestante
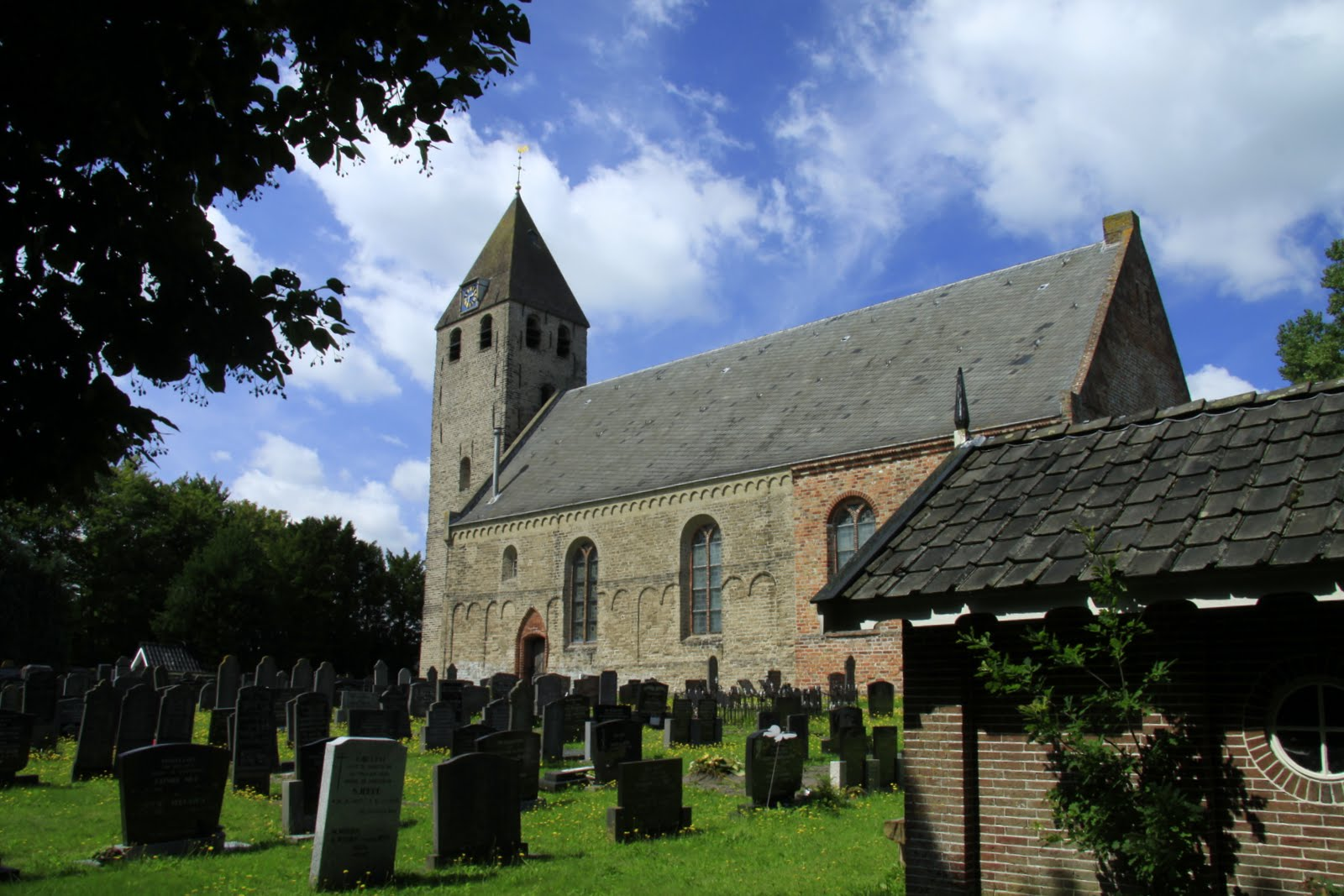
Oudega, iglesia de Santa Águeda, siglo XII.
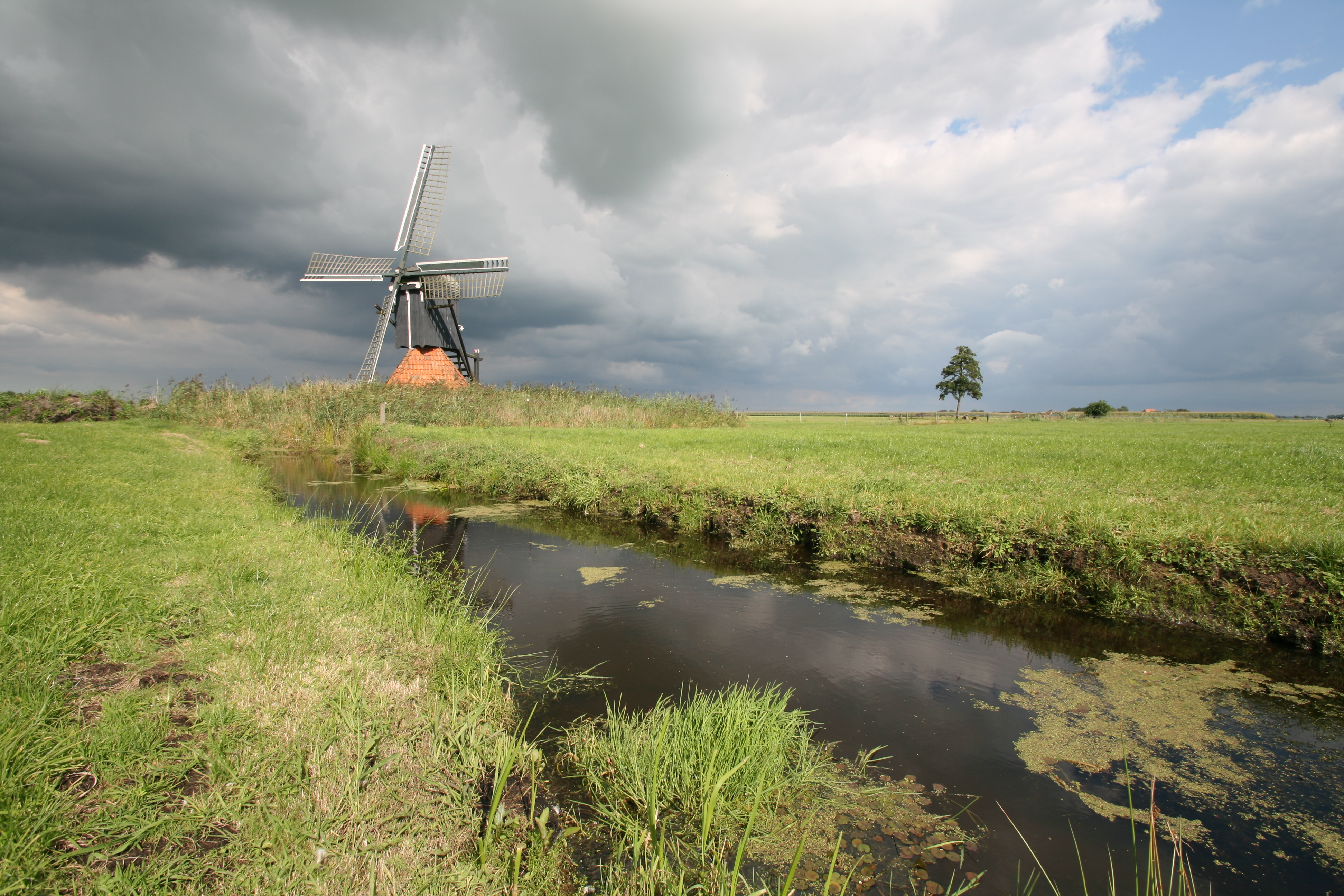
Goëngahuizen, molino de pólder.
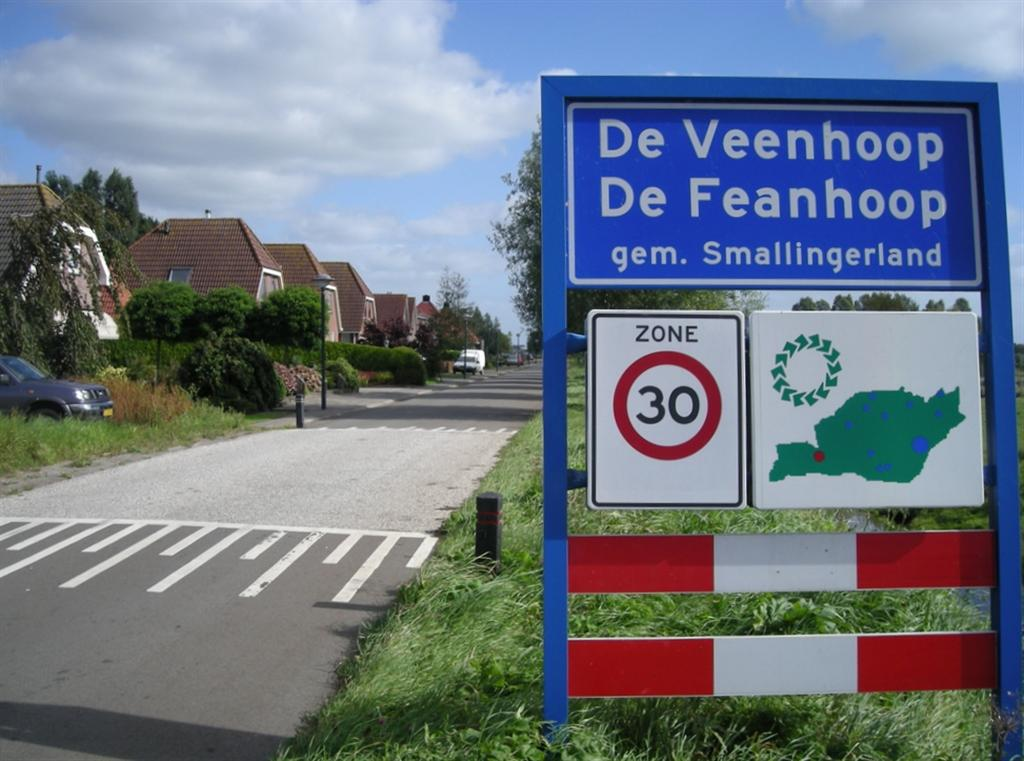
De Veenhoop/De Feanhoop, 259 habitantes.